# Idaea determinata
Idaea determinata is een vlinder uit de familie spanners (Geometridae). De wetenschappelijke naam is voor het eerst geldig gepubliceerd in 1876 door Staudinger.
De soort komt voor in Europa.